# بنجامين إيفز جيلمان (سياسي)
بنجامين إيفز جيلمان هو سياسي أمريكي، ولد في 29 يوليو 1766 في إيكستر في الولايات المتحدة، وتوفي في 13 أكتوبر 1833 في ألتون في الولايات المتحدة. نشط حزبياً في الحزب الفيدرالي الأمريكي.